# Wilhelm Wedel-Jarlsberg

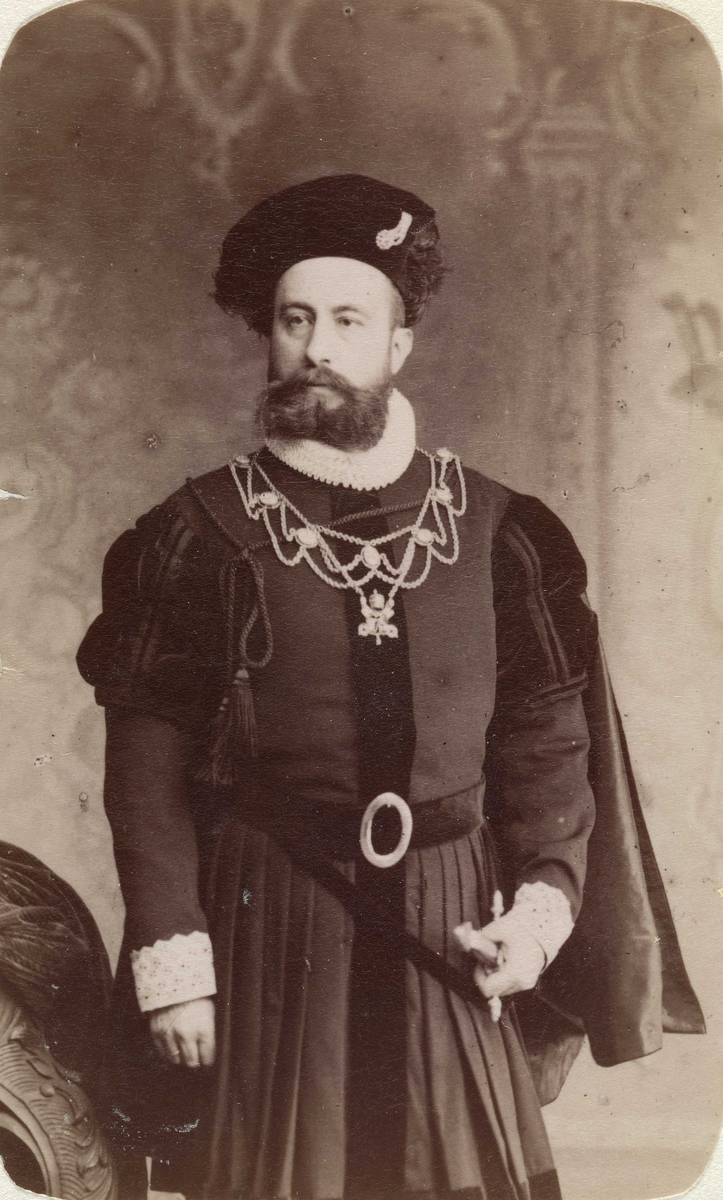
Wilhelm Wedel-Jarlsberg no vestido da corte de um Camareiro Papal

Wilhelm Christian Wedel-Jarlsberg (20 de fevereiro de 1852 no Vækerø Manor – 16 de setembro de 1909 em Einsiedeln ) era um nobre norueguês e Camareiro Papal.

Ele era filho do Barão Herman Wedel-Jarlsberg (Bogstad) e Edle Frederikke Rosenørn Lehn. Tornou-se oficial do exército norueguês em 1875 e, em 1879, foi nomeado camareiro na corte norueguesa. Depois de se converter ao catolicismo junto com sua esposa, ele teve que deixar a corte luterana na Noruega, mas foi nomeado Camareiro Papal pelo Papa Leão XIII em 1882. Ele morava com sua família no Palazzo Farnese, em Roma. 